# Philo (California)
Philo es un lugar designado por el censo ubicado en el condado de Mendocino en el estado estadounidense de California. En el año 2010 tenía una población de 349 habitantes.

## Geografía
Philo se encuentra ubicado en las coordenadas 39°3′56.93″N 123°26′41.92″O / 39.0658139, -123.4449778.